# Бахауэр, Джина

Джина Бахауэр (греч. Τζίνα Μπαχάουερ; 21 мая 1913, Афины ― 22 августа 1976, там же) ― греческая пианистка.
Её отец происходил из семьи с австрийскими корнями, в 1877 году поселившейся в Греции, мать была родом из Триеста. Бахауэр училась в Афинской консерватории у Вольдемара Фримана (1921—1929), совершенствовалась в 1929—1933 гг. в Париже у Альфреда Корто. Фриман познакомил её с Рахманиновым, у которого она также некоторое время брала уроки.
В 1929 году Бахауэр дебютировала с концертами в Париже, в 1932 году ― в Лондоне, а ещё через год получила диплом с серебряной медалью на международном конкурсе пианистов в Вене. В предвоенные годы пианистка выступала с оркестрами под управлением Пьера Монтё и Димитриса Митропулоса, с 1936 года жила в Александрии. Во время войны дала более 600 концертов для солдат и офицеров союзнических армий, воевавших в Северной Африке. Давала уроки игры на фортепиано принцессе Ирене, дочери короля Греции Павла I.
В 1946 году состоялось первое выступление Бахауэр с оркестром в Англии (Концерт Грига с Новым Лондонским оркестром под управлением её мужа, дирижёра Алека Шермана). С 1950 года жила и выступала в США, регулярно посещая Грецию.
Умерла от сердечного приступа в Афинах во время фестиваля в день своего выступления с Национальным симфоническим оркестром США.
Репертуар Бахауэр был обширным: от музыки Баха до сочинений Стравинского, однако наибольшую известность получило исполнение ей музыки XIX и начала XX веков ― концертов Бетховена, Брамса, Шопена, Грига, сочинений Дебюсси и Равеля.

## Память
- C 1976 года в Солт-Лейк-Сити ежегодно проводится международный конкурс молодых пианистов имени Джины Бахауэр.
- В 1981 году Почта Греции выпустила в её честь марку[2].
- Афинский дом пианистки сохраняется по сей день, поклонники посещают его и кормят бездомных кошек, как делала и сама Джина.